# فرودگاه داینسمور
فرودگاه داینسمور (به انگلیسی: Dinsmore Aerodrome) یک فرودگاه همگانی است که یک باند فرود چمن دارد و طول باند آن ۶۵۵ متر است. این فرودگاه در کشور کانادا قرار دارد و در ارتفاع ۵۷۹ متری از سطح دریا واقع شده‌است.